# Galoa (langue)
Le galoa (ou galwa, galua, galloa) est une langue bantoue du groupe myènè parlée au Gabon par les Galoa. 
En 2000 le nombre de locuteurs était estimé entre 2 000 et 11 000.